# 島根県企業局
島根県企業局（しまねけんきぎょうきょく）は、島根県の地方公営企業である。島根県において、電気事業、工業用水道事業、水道事業、宅地造成事業を行っている。

## 事業

### 電気事業
- 三成発電所
- 八戸川第一発電所
- 八戸川第二発電所
- 八戸川第三発電所
- 勝地発電所
- 三隅川発電所
- 矢原川発電所
- 御部発電所
- 浜田川発電所
- 飯梨川第一発電所
- 飯梨川第二発電所
- 飯梨川第三発電所
- 志津見発電所
- 隠岐大峯山風力発電所
- 江津高野山風力発電所

### 工業用水道事業
- 飯梨川工業用水道
- 江の川工業用水道

### 水道事業
- 飯梨川水道
- 江の川水道
- 斐伊川水道

### 宅地造成事業
- 江島工業団地
- 江津工業団地